# Leonel Marshall
Leonel Marshall Borges, Jr. (La Habana, Cuba, 25 de septiembre de 1979) es un jugador profesional cubano de vóleibol. Su posición es punta receptor, y es conocido por gran salto. Marshall jugó por el M. Roma Volley y el Pallavolo Piacenza en Italia y juega por el Fenerbahçe Grundig donde usa el número 7. Él fue el jugador más joven de la Selección Nacional de Voleibol de Cuba en jugar los Juegos Olímpicos de Sídney 2000.
Es hijo de Leonel Marshall Sr., jugador profesional cubano de voleibol retirado, quien compitió en los Juegos Olímpicos de Montreal 1976 y Moscú 1980. Decidió escapar de Cuba, y ahora no puede jugar por su país.